# Shūrjeh-ye Ţūrāghāy
Shūrjeh-ye Ţūrāghāy (persiska: شورجه طوراغای) är en ort i Iran.   Den ligger i provinsen Östazarbaijan, i den nordvästra delen av landet, 500 km väster om huvudstaden Teheran. Shūrjeh-ye Ţūrāghāy ligger 1 531 meter över havet och antalet invånare är 308.
Terrängen runt Shūrjeh-ye Ţūrāghāy är lite kuperad. Runt Shūrjeh-ye Ţūrāghāy är det ganska tätbefolkat, med 90 invånare per kvadratkilometer. Närmaste större samhälle är Malekān, 18,1 km väster om Shūrjeh-ye Ţūrāghāy. Trakten runt Shūrjeh-ye Ţūrāghāy består i huvudsak av gräsmarker.